# Shadowmaker
Albums de Apocalyptica
Wagner Reloaded: Live in Leipzig
(2013)
Shadowmaker est le huitième album studio du groupe  finlandais de metal Apocalyptica publié le 17 avril 2015 sur le label Better Noise.

## Liste des pistes
| No  | Titre                                | Auteur                                                         | Durée |
| --- | ------------------------------------ | -------------------------------------------------------------- | ----- |
| 1.  | I-III-V Seed of Chaos (instrumental) | Eicca Toppinen, Perttu Kivilaakso, Paavo Lötjönen, Mikko Sirén | 1:26  |
| 2.  | Cold Blood                           | Toppinen, Martin Hansen                                        | 3:28  |
| 3.  | Shadowmaker                          | Toppinen, Franky Perez, Johnny Andrews                         | 7:36  |
| 4.  | Slow Burn                            | Toppinen, Perez, Andrews                                       | 4:44  |
| 5.  | Reign of Fear (instrumental)         | Toppinen                                                       | 6:54  |
| 6.  | Hole in My Soul                      | Toppinen, Perez, Hansen                                        | 4:06  |
| 7.  | House of Chains                      | Toppinen, Andrews                                              | 3:28  |
| 8.  | Riot Lights (instrumental)           | Toppinen                                                       | 6:40  |
| 9.  | Come Back Down                       | Toppinen, Perez                                                | 4:24  |
| 10. | Sea Song (You Waded Out)             | Toppinen, Guy Sigsworth, Richard Walters                       | 4:54  |
| 11. | Till Death Do Us Part (instrumental) | Kivilaakso                                                     | 7:51  |
| 12. | Dead Man's Eyes                      | Toppinen, Kivilaakso, Lötjönen, Sirén, Perez                   | 9:43  |